# Carnaval (canción de Maluma)
«Carnaval» es una canción del cantante colombiano Maluma. La canción se lanzó en el mixtape PB.DB The Mixtape. Se estrenó como el tercer sencillo el 25 de junio de 2014 por Sony Music Colombia. La canción alcanzó el número 20 en la lista de Billboard Latin Rhythm Airplay.

## Antecedentes y lanzamiento
La canción fue escrita por Maluma junto a Giencarlos Rivera Tapia, Victor Roberto Daniel, Jonathan Tapia y Gabriel Rodriguez, bajo la producción de Mad Music, que produjo otras canciones del cantante. La canción se lanzó en el mixtape PB.DB The Mixtape, como el tercer sencillo el 25 de junio de 2014.

## Vídeo musical
El video musical de «Carnaval» se estrenó el 30 de enero de 2015 en la cuenta Vevo de Maluma en YouTube. Fue filmado en Lancaster, California, y presenta a la actriz y modelo Alyssa Arce. El video musical fue dirigido por Carlos Pérez y ha superado los 230 millones de visitas en YouTube.

## Posicionamiento en listas
| Listas (2014)                         | Mejor posición |
| ------------------------------------- | -------------- |
| Colombia (National-Report)            | 8              |
| Estados Unidos (Latin Rhythm Airplay) | 48             |
| México Airplay (Billboard)            | 6              |

## Certificaciones
| País (organismo certificador) | Certificación | Unidades certificadas |
| ----------------------------- | ------------- | --------------------- |
| México (AMPROFON)             | 3x Platino    | 180 000               |